# Pierre Poiret
Pour les articles homonymes, voir Poiret.
Œuvres principales
- Cogitationes rationales de Deo, anima et malo (1685)

Pierre Poiret (15 avril 1646 à Metz - 21 mai 1719 à Rijnsburg) est un théologien réformé français. Volontiers non-conformiste, à la fois cartésien et mystique, il publia de nombreux ouvrages religieux.

## Biographie
Pierre Poiret naît à Metz, dans la province des Trois-Évêchés, le 15 avril 1646. Après la mort prématurée de ses parents, Pierre fait commerce de gravures et enseigne le français, tout en suivant des études de théologie, d'abord à Bâle, puis à Hanau, et après 1668, à Heidelberg.
À Bâle, Poiret découvre la philosophie de Descartes, qui le marqua tout au long de sa vie. Il lit aussi Thomas a Kempis et Jean Tauler, mais il est surtout influencé par les écrits du mystique néerlandais mennonite Hendrik Jansen van Barrefelt (1520-1594), publiés à cette époque sous le pseudonyme d'Hiël,. En 1672, il obtient une charge pastorale à Anweil. En 1688, le pasteur Poiret s'installe à Rijnsburg, près de La Haye, où il s'empresse de diffuser ses propres œuvres auprès des libraires hollandais.
Pierre Poiret décéda à Rijnsburg, aux Pays-Bas, le 21 mai 1719.

## Publications
- Cogitationes rationales de Deo, anima et malo, Amsterdam, 1685.
- L'œconomie divine ou Système universel et démontré des œuvres et des desseins de Dieu envers les hommes..., H. Wetstein, Amsterdam, 1687.
- Petri Poiret de Eruditione solida, superficiaria et falsa libri tres... Praemittitur tractatus de vera methodo inveniendi verum... , A. Petri, Amsterdam, 1692.
- La Théologie réelle, vulgairement dite la théologie germanique, avec quelques autres Traités de même nature, une Lettre et un Catalogue sur les écrivains mystiques, une Préface apologétique sur la théologie mystique..., H. Wetstein, Amsterdam, 1700.
- Bibliotheca mysticorum selecta..., Amsterdam, 1702.
- Petri Poiret Oeconomiae divinae libri sex, in quibus Dei erga homines proposita, agendi rationes atque opera demonstrantur... e gallico latine redditi et ab autore recogniti..., T. Fritsch, Francfort, 1705.
- Les Principes solides de la religion et de la vie chrétienne, appliqués à l'éducation des enfans... opposés aux idées... pélagiennes, Amsterdam : H. Desbordes, 1705.
- Virtutum christianarum insinuatio facilis et quibusvis accommodata, edidit et praefatus est Petrus Poiret, Wolters, Amsterdam, 1705.
- Fides et ratio collatae ac suo utraque loco redditae, adversus principia Joannis Lockii... cum accessione triplici : 1. de Fide implicita, sive nuda ; 2. de SS. Scripturarum certitudine ac sensu ; 3. de Perfectione et felicitate in hac vita. Edidit et praefatus est Petrus Poiret, Amsterdam, 1708.
- Petri Poiret Biblioteca mysticorum selecta, tribus constans partibus... praemittitur praeparationis loco... Jac. Gärden,... dissertatio de theologia pacifica seu comparativa sive de theologiae christianae essentialibus et accessoriis discernendis... , Amsterdam, 1708.